# Myślęcin (województwo zachodniopomorskie)
Myślęcin – osada w Polsce położona w województwie zachodniopomorskim, w powiecie szczecineckim, w gminie Szczecinek.